# Fairhope
Fairhope é uma cidade localizada no estado americano do Alabama, no Condado de Baldwin.

Possui galerias de artes e alojamentos locais. Realiza-se aqui um festival de artes e artesanato desde 1952 que atrai mais de 200 artistas de toda a região.

## Demografia
Segundo o censo americano de 2000, a sua população era de 12.480 habitantes.
Em 2006, foi estimada uma população de 16.164, um aumento de 3684 (29.5%).

## Geografia
De acordo com o United States Census Bureau, a localidade tem uma área de 28,5 km², sem área coberta por água.

## Localidades na vizinhança
O diagrama seguinte representa as localidades num raio de 24 km ao redor de Fairhope.